# Mpapa (Mbinga)
Mpapa ist ein Verwaltungsbezirk (Ward) des Distrikts Mbinga in der tansanischen Region Ruvuma.

## Geografie
Mpapa liegt im Südwesten von Tansania etwa 20 Kilometer südlich der Distrikthauptstadt Mbinga und nur wenige Kilometer vom Malawisee entfernt. Der Bezirk grenzt im Norden an Nyoni, im Osten an Luhangarasi und Kingerikiti, im Süden an Kilosa und im Westen an Mbambabay, Mkalanga und Kambarage. Bei der Volkszählung 2022 lebten 12.283 Menschen in 2883 Haushalten auf einer Fläche von 109 Quadratkilometern.

## Gliederung
Der Bezirk besteht aus fünf Gemeinden (Mtaa) mit 30 Orten (Kitongoji):
| Mpapa - Mabunju - Mang'amba - Kiwalangi - Kimbango - Laini - Mpapa - Lushoto - Lusilingo - Arusha A - Arusha B - Kikwetu | Buruma - Mbugani - Ndemanga - Toronto - Matuhi - Mtamboni - Mitawa | Chunya - Bara - Chiwindi - Chunya - Mbalandandu | Mitanga - Mitanga - Ubena - Nandinga | Mitawa - Mitawa Asili - Mihindo - Ndunguri - Ruhekei - Jipa - Usani |

## Wirtschaft und Infrastruktur
- Landwirtschaft: Der wichtigste Wirtschaftszweig ist die Landwirtschaft. Hauptsächlich angebaut werden Maniok, Weizen, Mais, Bohnen und Kaffee.[8]
- Bildung: Die Miparu Secondary School ist eine staatliche weiterführende Tagesschule mit einer Ausbildung bis zur 4. Stufe.[9] Die Schule hat eine Partnerschaft mit der Maria-Ward-Schule in Würzburg.[10]
- Gesundheit: Im Bezirk gibt es ein von  der römisch-katholischen Kirche geleitetes Gesundheitszentrum[11] und drei staatliche Apotheken.[12][13][14]
- Verkehr: Die asphaltierte Nationalstraße T12 führt nach Norden nach Mbinga und weiter nach Songea und nach Südwesten nach Mbamba Bay am Malawisee.[15]